# Discoglossus
Discoglossus é um género de anfíbios anuros da família Alytidae presente no sul da Europa, noroeste de África, Israel e talvez na Síria. 

## Espécies
| Nome científico e autor                                                 | Nomes vulgares           |
| ----------------------------------------------------------------------- | ------------------------ |
| Discoglossus galganoi (Capula, Nascetti, Lanza, Bullini & Crespo, 1985) | Rã-de-focinho-pontiagudo |
| Discoglossus jeanneae (Busack, 1986)                                    |                          |
| Discoglossus montalentii (Lanza, Nascetti, Capula, and Bullini, 1984)   |                          |
| Discoglossus pictus (Otth, 1837)                                        |                          |
| Discoglossus sardus (Tschudi In Otth, 1837)                             |                          |